# Eva Gorčicová
Eva Gorčicová (17. května 1950 Ostrava – 22. prosince 2015 Brno) byla česká herečka.
V roce 1973 vystudovala činoherní herectví na Janáčkově akademii múzických umění v Brně. Poté nastoupila do Divadla bratří Mrštíků (dnešní Městské divadlo Brno), kde ve stálém angažmá setrvala 37 let (1973–2010), poté na této scéně vystupovala jako host. V tomto divadle odehrála mnoho velkých rolí, např. (Poprask na laguně, Tři sestry, Lucerna, Romeo a Julie, Sklenice vody). Jejím manželem byl herec Erik Pardus.

## Divadelní role (výběr)
- Janova matka – Svět plný andělů
- Paní Škodová – My Fair Lady (ze Zelňáku)
- Matka představená – Mam´zelle Nitouche
- Donna Lucia – Charleyova teta
- Olympia Ferraillon – Brouk v hlavě
- Vdova – Zkrocení zlé ženy

## Televize (výběr)
- 2011 – Okno do hřbitova (TV seriál)
- 1999 – Hříšní lidé města brněnského (TV seriál)
- 1998 – Brouk v hlavě (záznam divadelního představení)
- 1997 – Četnické humoresky (TV seriál)
- 1990 – O Radkovi a Mileně (TV film)